# York-Centre (circonscription provinciale)
Circonscription électorale provinciale du Canada
York-Centre ((en) York Centre) est une circonscription provinciale de l'Ontario représentée à l'Assemblée législative de l'Ontario depuis 1999.

## Géographie
La circonscription est située dans le sud de l'Ontario, plus précisément dans le nord de la ville de Toronto.  
Les circonscriptions limitrophes sont Eglinton—Lawrence, Thornhill, Willowdale, Humber River—Black Creek et York-Sud—Weston.

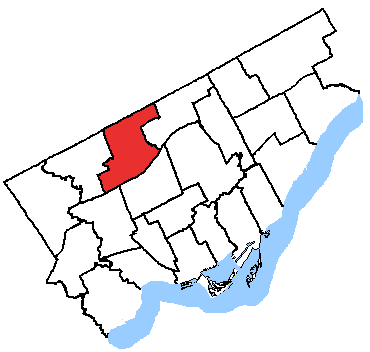
York-Centre de 2003 à 2018
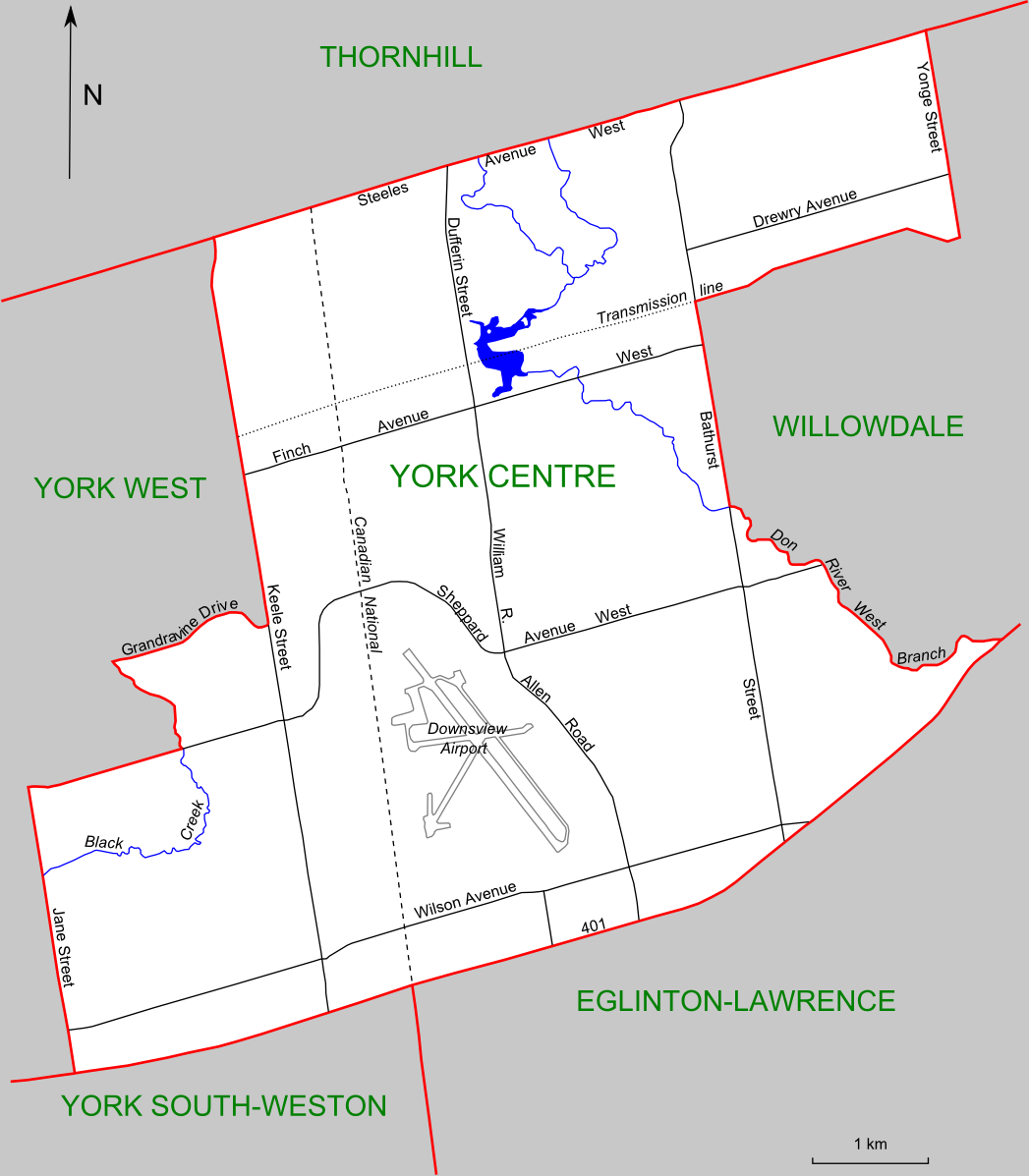
York-Centre en 2003

## Historique
| Législature                                                              | Années        | Député       | Député          | Parti                     |
| ------------------------------------------------------------------------ | ------------- | ------------ | --------------- | ------------------------- |
| York-Centre Circonscription issue de York-Nord                           |               |              |                 |                           |
| 25e                                                                      | 1955-1959     |              | Thomas Graham   | Progressiste-conservateur |
| 26e                                                                      | 1959-1963     |              | Vernon Singer   | Libéral                   |
| Circonscription dissoute parmi Yorkview, Downsview et Armourdale         |               |              |                 |                           |
| Circonscription recréée                                                  |               |              |                 |                           |
| 28e                                                                      | 1967-1971     |              | Donald Deacon   | Libéral                   |
| 29e                                                                      | 1971-1975     |              | Donald Deacon   | Libéral                   |
| 30e                                                                      | 1975-1977     | Alfred Stong |                 | Libéral                   |
| 31e                                                                      | 1977-1981     | Alfred Stong |                 | Libéral                   |
| 32e                                                                      | 1981-1985     |              | Don Cousens     | Progressiste-conservateur |
| 33e                                                                      | 1985-1987     |              | Don Cousens     | Progressiste-conservateur |
| 34e                                                                      | 1987-1990     |              | Greg Sorbara    | Libéral                   |
| 35e                                                                      | 1990-1995     |              | Greg Sorbara    | Libéral                   |
| 36e                                                                      | 1995-1999     |              | Al Palladini    | Progressiste-conservateur |
| Circonscription dissoute parmi Vaughan—King—Aurora et Markham—Unionville |               |              |                 |                           |
| Circonscription recréée, issue de Downsview et Wilson Heights            |               |              |                 |                           |
| 37e                                                                      | 1999-2003     |              | Monte Kwinter   | Libéral                   |
| 38e                                                                      | 2003-2007     |              | Monte Kwinter   | Libéral                   |
| 39e                                                                      | 2007-2011     |              | Monte Kwinter   | Libéral                   |
| 40e                                                                      | 2011-2014     |              | Monte Kwinter   | Libéral                   |
| 41e                                                                      | 2014-2018     |              | Monte Kwinter   | Libéral                   |
| 42e                                                                      | 2018-2021     |              | Roman Baber     | Progressiste-conservateur |
| 42e                                                                      | 2021-2022     |              | Roman Baber     | Indépendant               |
| 43e                                                                      | 2022-2025     |              | Michael Kerzner | Progressiste-conservateur |
| 44e                                                                      | 2025-en cours |              | Michael Kerzner | Progressiste-conservateur |

## Circonscription fédérale
Depuis les élections provinciales ontariennes du 4 octobre 2007, l'ensemble des circonscriptions provinciales et des circonscriptions fédérales sont identiques.